# Sussa
Sussa (Strategisk utveckling av sjukvårdsstödjande applikationer) är en samverkan mellan nio regioner i Sverige.
Gruppen har beslutat att upphandla och införa ett gemensamt journalsystem under 2024. Systemet benämndes i den ursprungliga upphandlingen Framtidens Vårdinformationssystem. Ungefär en fjärdedel av Sveriges invånare berörs av denna förändring, som också innebär att Sverige går från att ha ett nio olika system till två eller tre.
Förändringen påverkar 55 000 medarbetare, och förväntas utgöra en betydande utmaning för vården i de berörda regionerna. MSB har pekat på att detta kan innebära att en större andel av Vårdsverige måste ställa om till alternativa sätt att jobba på vid driftstörningar.

## Cambio Cosmic
Sedan 19 september 2024 pågår en samordnad övergång till vårdinformationssystemet Cambio Cosmic för nio regioner.

## Historik
Gruppen bildades i mitten av 1990-talet, och omfattade då fem regioner. 2018 gjordes en upphandling av ett gemensamt journalsystem för alla de fem regionerna. Två år senare anslöt ytterligare fyra regioner.

## Medverkande regioner
De ingående regionerna är:
- Region Blekinge
- Region Dalarna
- Region Gävleborg
- Region Halland
- Region Norrbotten
- Region Sörmland
- Region Västerbotten
- Region Västernorrland
- Region Örebro län